# Johann van der Beeck
Johann van der Beeck (* 2. Juni 1729 in Elberfeld (heute Stadtteil von Wuppertal); † 14. Dezember 1802 ebenda) war Ratsverwandter und Kaufmann in Elberfeld.
Als Sohn von Johann Peter van der Beeck (1696–1769) und Anna Maria Katharina Sondermann (1693–1777) erhielt Johann am 20. Mai 1734 in Elberfeld die Kindstaufe.
Am 23. September 1752 heiratete er Anna Gertrud de Roer (1732–1775) in Elberfeld. Aus der Ehe sind fünf Kinder bekannt, unter anderem Johann Peter van der Beeck (1756–1834). Er heiratete Maria Katharina Kersten (1766–1784), die Tochter des Bankiers Abraham Kersten war.
Johann heiratete in zweiter Ehe Anna Elisabeth Schlieper (1738–1802), Tochter des Bürgermeisters Johann Abraham Schlieper.
Als Bürgermeister war Johann van der Beeck 1783 tätig, im Jahr darauf als Stadtrichter. Er zählt auch zu den Gründungsmitgliedern der 1775 gegründeten Geschlossenen Lesegesellschaft.
Johann van der Beeck starb am 14. Dezember 1802 in Elberfeld und wurde am 17. Dezember 1802 bestattet.